# Aerva arachnoidea
Aerva arachnoidea är en amarantväxtart som beskrevs av Michel Gandoger. Aerva arachnoidea ingår i släktet Aerva och familjen amarantväxter. Inga underarter finns listade i Catalogue of Life.